# Jordi Ballart i Pastor
Jordi Ballart i Pastor (Terrassa, 8 de febrer del 1980) és un polític terrassenc i alcalde de Terrassa, càrrec al qual va arribar el 2012, després de la renúncia de Pere Navarro i Morera, que es presentava com a candidat del PSC a les eleccions al Parlament de 2012.

## Biografia
Llicenciat en Ciències Polítiques (UAB), va ser el primer secretari del PSC a Terrassa i membre del Consell Nacional fins que el 2 de novembre de 2017 va deixar de formar-ne part. A l'Ajuntament de Terrassa, del qual és regidor des del 2005, ha estat tinent d'alcalde de Planificació Urbanística i Territori, àrea que inclou les responsabilitats d'Urbanisme, Obres Públiques, Mobilitat, Via Pública i Seguretat Ciutadana, i portaveu del Grup Municipal del PSC fins que assumí l'alcaldia el 2012.
El 2015 Jordi Ballart es va presentar a les eleccions municipals i va assolir 9 regidors. Gràcies al suport de (CIU), Ballart fou investit alcalde el 13 de juny de 2015.
El 2 de novembre de 2017 va dimitir del càrrec i va abandonar simultàniament la militància al PSC per desacords amb el partit, especialment degut al suport del PSC a l'aplicació de l'article 155 de la Constitució espanyola a Catalunya, i el posterior empresonament d'alguns membres del Govern Puigdemont.
El 15 de desembre de 2018 va presentar la nova formació Tot per Terrassa, amb la qual guanyà les eleccions municipals de 2019. El 15 de juny del 2019 va tornar a ser proclamat alcalde de Terrassa per majoria absoluta, després d'un pacte entre Tot per Terrassa i Esquerra Republicana de Catalunya. Va revalidar el càrrec a les eleccions municipals de 2023.
La seva parella és Ignasi Sagalés, assessor de Tot per Terrassa a la Diputació de Barcelona i amb qui té tres fills, que van adoptar l'any 2019.